# Xybots
Xybots es un videojuego arcade de disparos en tercera persona de 1987 de Atari Games.  En Xybots, hasta dos jugadores controlan "Major Rock Hardy" y "Captain Ace Gunn", que deben viajar a través de un laberinto en 3D y luchar contra una serie de robots conocidos como los Xybots, cuya misión es destruir a toda la humanidad.  El juego cuenta con una pantalla dividida que muestra el juego en la mitad inferior de la pantalla e información sobre el estado del jugador y el nivel actual en la mitad superior.  Diseñado por Ed Logg, originalmente fue concebido como una secuela de su título anterior, Gauntlet.  El juego fue bien recibido, y los revisores alabaron las diversas características del juego, en particular el aspecto cooperativo multijugador.  A pesar de esto, se encontró con un éxito financiero limitado, que se ha atribuido a su esquema de control único que consiste en girar el joystick para convertir el personaje del jugador. 
Xybots fue portado a varias computadoras personales y la consola mano Atari Lynx.  Las versiones para Nintendo Entertainment System y Sega Genesis/Mega Drive fueron anunciadas, pero nunca lanzadas.  Las versiones emuladas del juego de arcade se lanzaron más tarde como parte de varias compilaciones, comenzando con Midway Arcade Treasures 2 en 2004. 

## Jugabilidad
Hasta dos jugadores navegan por los corredores como Rock Hardy o Ace Gunn, luchando contra los Xybots enemigos con una pistola láser, buscando cobertura del fuego enemigo detrás de varios objetos e intentando alcanzar la salida del nivel.  En ciertos niveles, los jugadores se enfrentan a un gran jefe Xybot.  Los jugadores se mueven con el joystick, que también gira para convertir el personaje del jugador.  La mitad inferior de la pantalla muestra el área de juego para ambos jugadores, mientras que la mitad superior se divide entre el mapa para el nivel actual y la pantalla de estado de cada jugador.  La pantalla muestra la energía restante del jugador, que se puede reponer recolectando vainas de energía dentro de los niveles.  La energía también se puede comprar en tiendas entre niveles, utilizando monedas lanzadas por Xybots derrotados.  El jugador también puede comprar power-ups en estas tiendas, incluyendo armadura adicional, mayor velocidad, fuerza y potencia de fuego junto con mapas de laberinto y enemigos.

## Desarrollo
El concepto para el juego nació de un intento del diseñador Ed Logg y el ingeniero/técnico Doug Snyder de crear un videojuego en primera persona sin hardware especializado.  En 2005, Logg recordó que tenía problemas con los controles para el juego, tanto los controles de construcción que funcionaban con el diseño del juego como el hecho de que los jugadores se dieran cuenta de que podían girar el joystick para girar los personajes del juego.  Debido a estas dificultades, Logg no estaba seguro de si el juego entraría en producción en masa.  Originalmente, Logg imaginó el juego como una segunda secuela de Gauntlet titulada Gauntlet III: Catacombs.  Sin embargo, el departamento de marketing de Atari Games no quiso hacer otro juego de Gauntlet y le hizo cambiar el título.  Logg y el co-programador Bob Flannagan finalmente se decidieron por un tema basado en Major Havoc , un juego arcade anterior de Atari.

## Recepción
```
Una vez lanzado, el juego fue revisado positivamente. Obtuvo comparaciones favorables tanto con 
Berzerk
 como con 
Gauntlet
 por sus escenarios de laberinto y su juego de disparos.
[
6
]
 Las diversas características del juego, incluida la jugabilidad cooperativa, fueron elogiadas, con 
Computer + Video Games
 y 
The Games Machine, que las
 calificaron como aspectos que hicieron que el juego fuera adictivo. 
Commodore User
 también mencionó el juego de dos jugadores como un punto culminante, diciendo que "su verdadero atractivo es como un juego de equipo, con usted y su compañero corriendo por el lugar, cubriéndose unos a otros, dividiéndose y destruyendo a todos los robots en el laberinto, y prestándose unas a otras monedas de oro en la tienda". 
```

Ed Logg recordó en 2005 que el juego no fue un éxito financiero. GamesTM escribió que " Xybots se pasaba por alto en las salas de juego debido a sus complejos controles y su juego complicado" y que su falta de ganancias en las salas de juego era la razón por la que nunca se desarrolló una secuela. En retrospectiva, escribieron que el juego estaba "adelantado a su tiempo" y "ofreció una experiencia única que los juegos similares de la era no pudieron igualar".

## Ports
Xybots fue portado a varias computadoras contemporáneas: El MSX, Commodore 64, Amstrad, ZX Spectrum, Atari ST y Commodore Amiga recibieron. En 1991, la filial de Atari Games, Tengen, lanzó una versión del juego para el portátil Atari Lynx. Tengen había anunciado una versión para el Sega Genesis/Mega Drive en el Winter Consumer Electronics Show de 1990 junto a los ports de los títulos Atboy Games Paperboy y Hard Drivin ', pero mientras que los últimos dos juegos se lanzaron para el sistema, Xybots no estaba. Un puerto planeado de Nintendo Entertainment System de Tengen también fue inédito. 

## Legado
Después de haber adquirido los derechos de la biblioteca de arcade de los Juegos Atari a través de su empresa matriz Williams, Midway lanzó la versión arcade de Xybots como parte de la compilación de consola de 2004 Midway Arcade Treasures 2, así como Midway Arcade Treasures Deluxe para Microsoft Windows. La versión arcade también se lanzó en PSP como parte de Midway Arcade Treasures Extended Play.
Con la disolución de Midway en 2009, Warner Bros. Interactive Entertainment se hizo con los derechos de los títulos arcade de Midway, lanzando Xybots para PlayStation 3 y Xbox 360 como parte de Midway Arcade Origins y para otras plataformas a través del Lego Dimensions Midway Arcade Level Pack.